# Berrishave
Berrishave (dansk) eller Birzhaft (tysk) er en bebyggelse beliggende øst for Eskeris i det nordøstlige Angel i Sydslesvig. Administrativt hører bebyggelsen under Eskeris Kommune i Slesvig-Flensborg kreds i den nordtyske delstat Slesvig-Holsten. I kirkelig henseende hører stedet under Eskeris Sogn. Sognet lå i Ny Herred (Flensborg Amt, Sønderjylland), da området tilhørte Danmark.
Berrishave er første gang nævnt 1664. Forleddet er afledt af mandsnavnet Birger, der antages også at indgå i en række norske stednavne. Muligt er også kollektivform for bjerg (ga.da. birghi). Efterleddet -have blev på tysk til haf(t). En del gårde hørte tidligere under Runtoft gods. I 1867 blev Berrishave en selvstændig kommune. Kommunen rådede 1970 over 120 indbyggere og et areal på 286 ha. Til kommunen hørte også Bøndergaard (Böndergaard), Bremgaard, Damsted (Damstedt), Løgtoft (Lüchtogft), en del af Rørmose (Röhrmoos), Skovkobbel (Holzkoppel), Trankær (efter fuglenavnet Trane) og Vadskors (også Faderskos, Vaskoss). I 1914 blev Eskeris Spare- og Lånekasse grundlagt i Berrishave. I 1970 blev Barrishave og andre tilstødende kommuner (Brunsholm, Eskeris Skovby, Vippetorp) indlemmet i Eskeris kommune.
Omgivende bebyggelser er Ellegaard, Eskeris og Eskeris Skovby i vest, Stavsmark i nord og Rødbjerg (på dansk også Rotbjerg, på tysk Rottberg), Vadskors og Bojum i øst.